# تيد تشايلدز
تيد تشايلدز (بالإنجليزية: Ted Childs)‏ هو كاتب سيناريو ومنتج تلفزيوني ومخرج بريطاني، ولد في 26 ديسمبر 1934 في Metropolitan Borough of Hackney ‏ في المملكة المتحدة.

## وصلات خارجية
- تيد تشايلدز على موقع IMDb (الإنجليزية)
- تيد تشايلدز على موقع ألو سيني (الفرنسية)
- تيد تشايلدز على موقع أول موفي (الإنجليزية)
- تيد تشايلدز على موقع قاعدة بيانات الأفلام السويدية (السويدية)
- تيد تشايلدز على موقع قاعدة بيانات الفيلم (الإنجليزية)
- تيد تشايلدز على موقع كينوبويسك (الروسية)